# Шмалленберг
Шмалленберг (нем. Schmallenberg) — город в Германии, в земле Северный Рейн-Вестфалия.
Подчинён административному округу Арнсберг. Входит в состав района Хохзауэрланд. Население составляет 25281 человек (на 31 декабря 2010 года). Занимает площадь 303,00 км². Официальный код — 05 9 58 040.
Город подразделяется на 83 городских района.
| Год  | Население |
| ---- | --------- |
| 1995 | 26 435    |
| 2000 | 26 577    |
| 2005 | 26 101    |
| 2010 | 25 533    |

## Известные люди
- Кёне, Иоганн Ротгер — немецкий филолог, родился в районе Бергхаузен (Berghausen).

## Фотографии

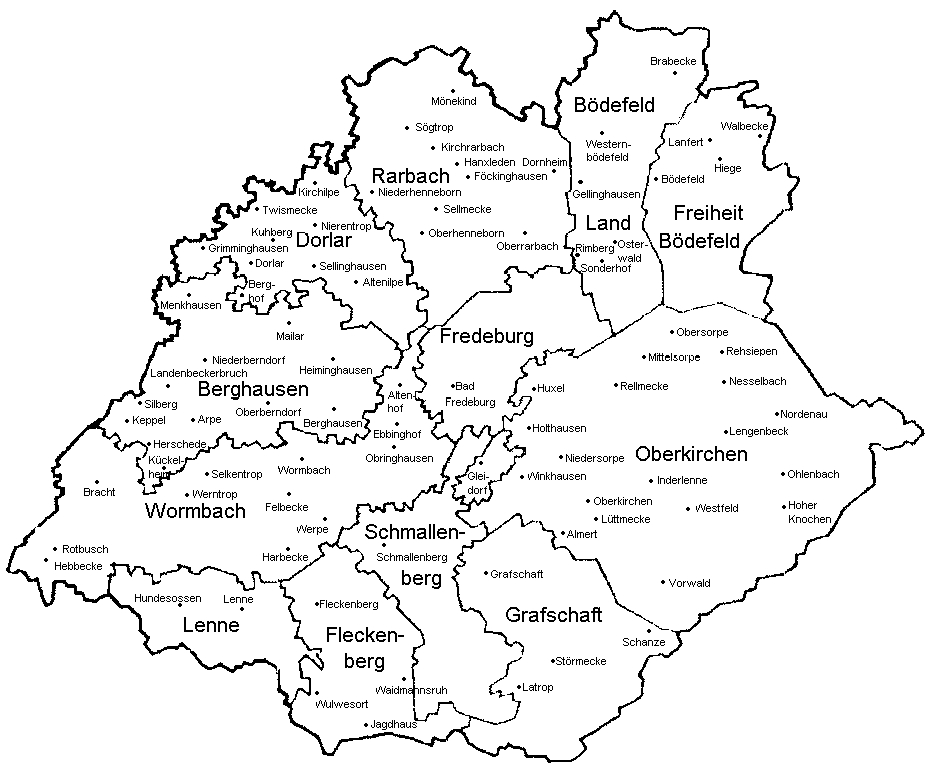
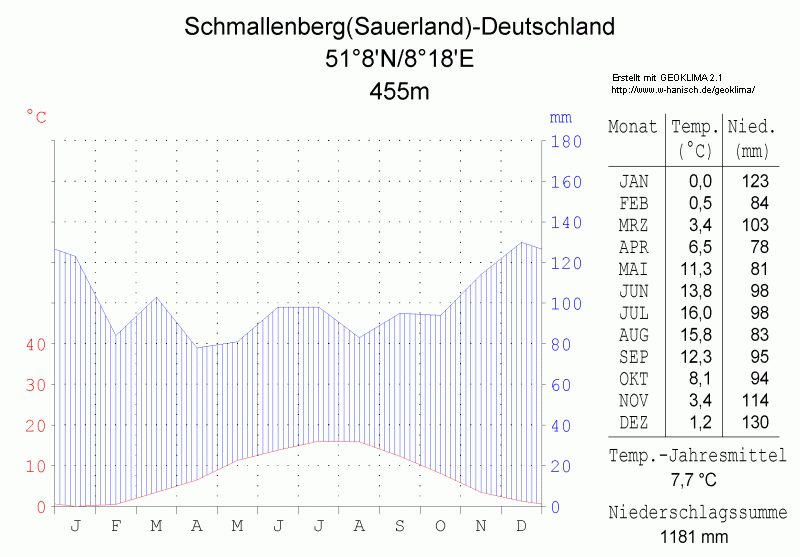
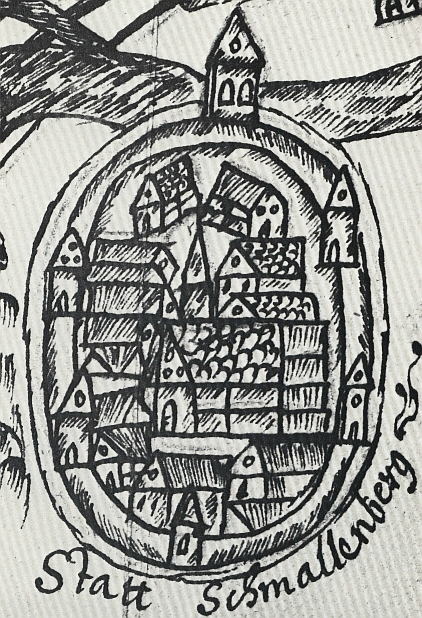
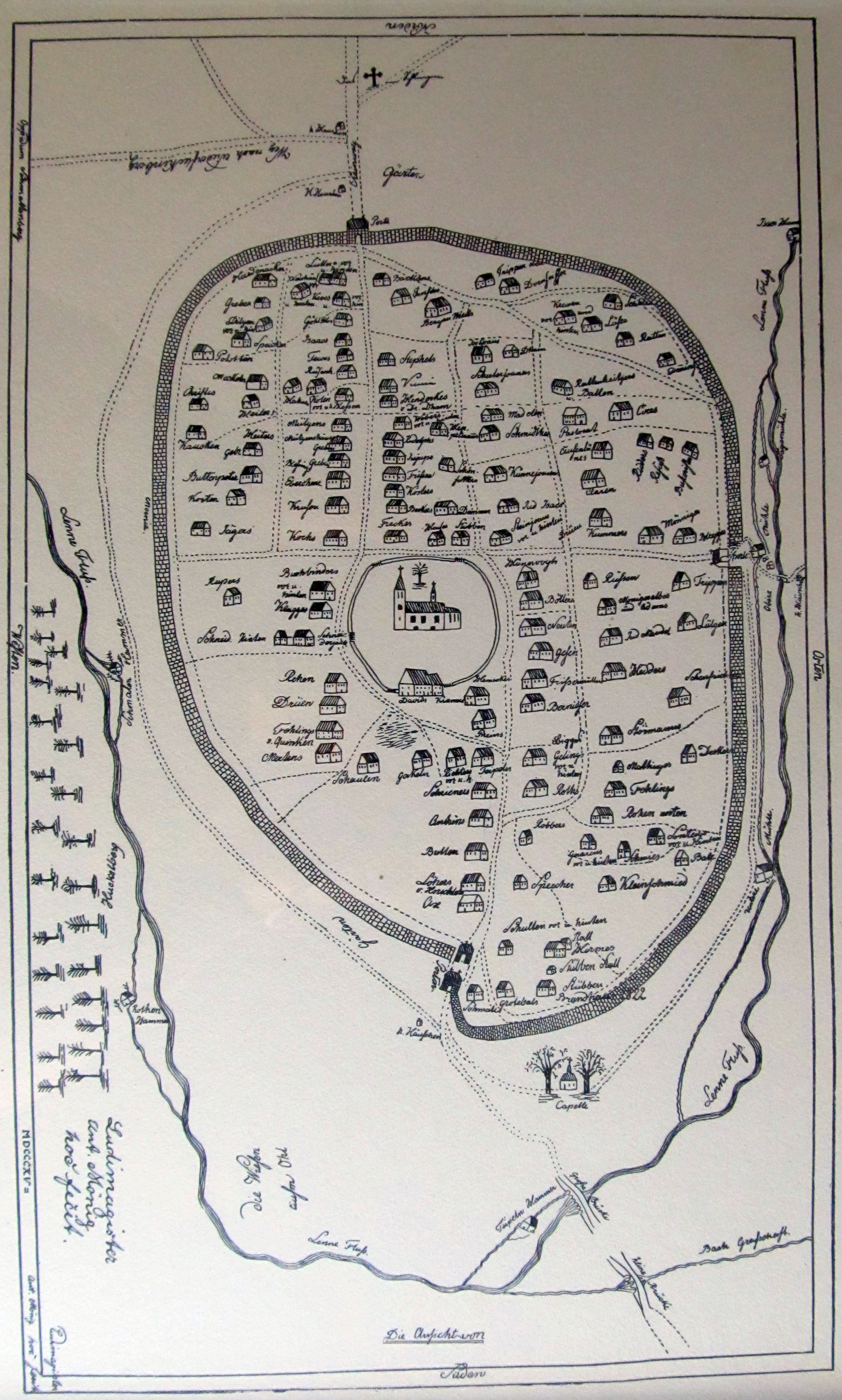
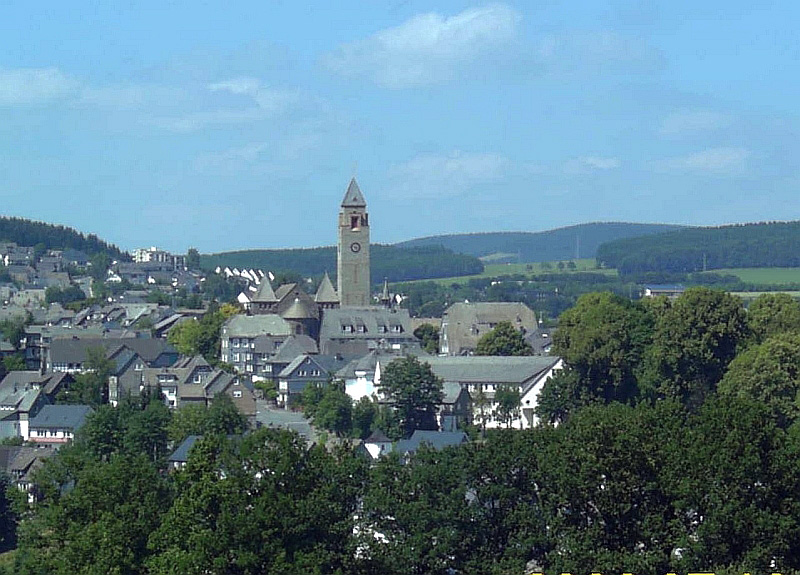
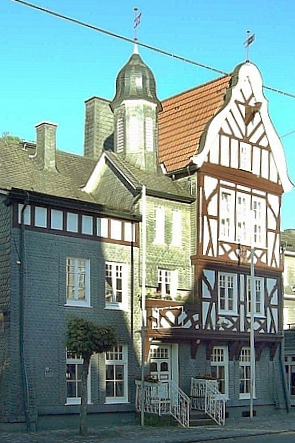
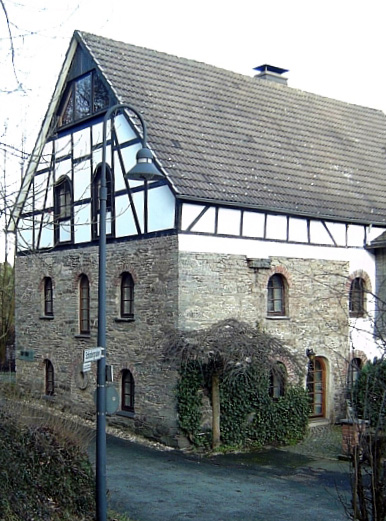
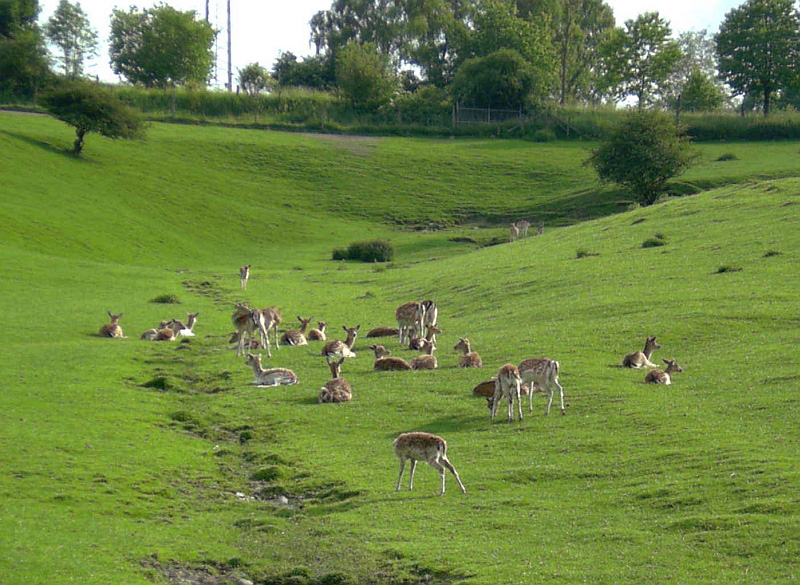
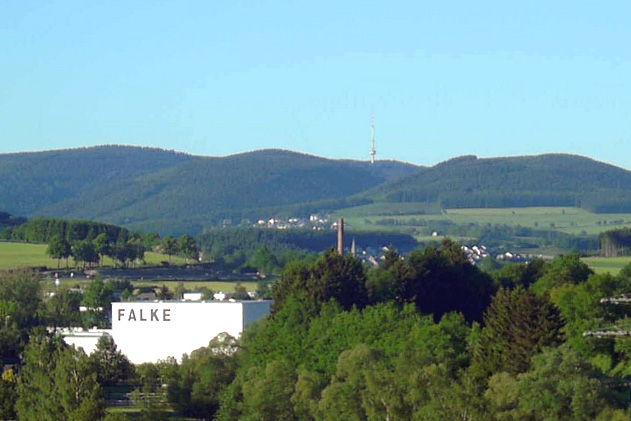
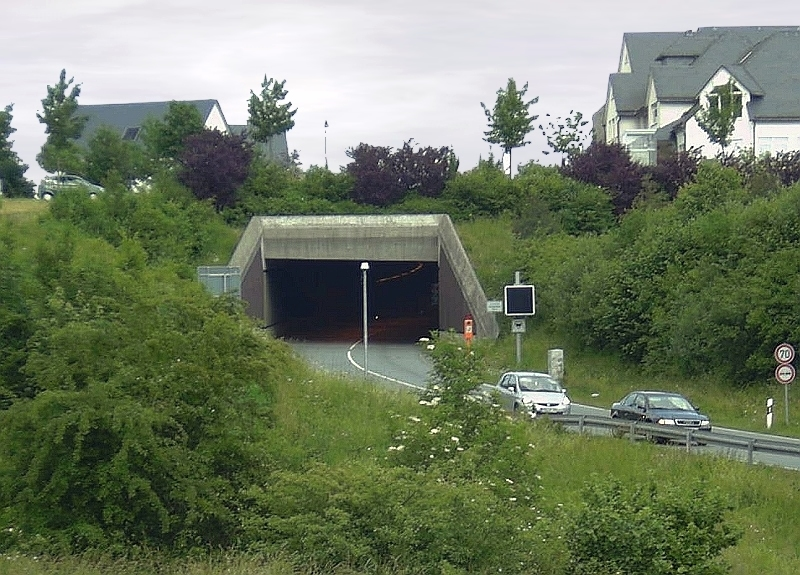
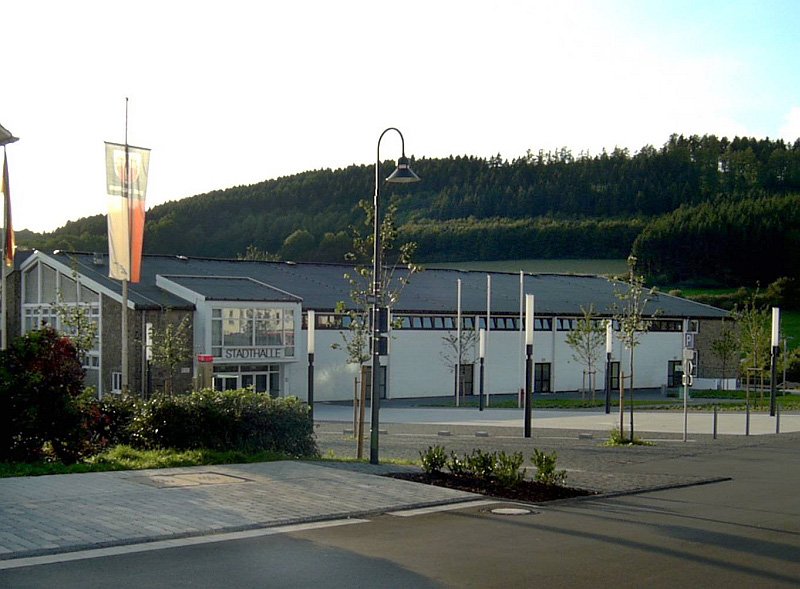
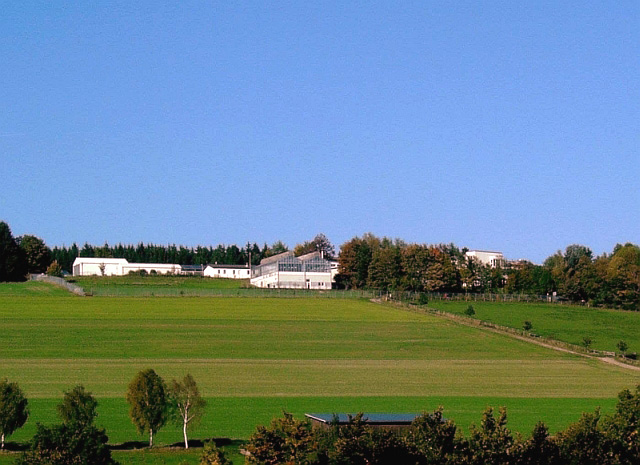